# Levin Adolph von Hake
Il barone Levin Adolph von Hake (Diedersen, 21 dicembre 1708 – Hannover, 25 aprile 1771) è stato un politico tedesco, ministro a servizio del Casato di Hannover.

## Biografia
Proveniente da una nobile famiglia dell'Hannover, studiò giurisprudenza e già dal 1729, per le sue apprezzate doti oratorie, venne chiamato a stendere il necrologio di Nicolaus Hieronymus Gundling. Il 4 maggio 1740 venne promosso giudice e diresse la corte di appello di Celle.
Il 26 febbraio 1741 sposò Sophie Renate Alvensleben avendone un figlio, il futuro generale Adolph Christian. Nel 1754 venne accolto nel Consiglio Privato dell'Hannover sotto la reggenza di Giorgio II. Dopo la Guerra dei Sette anni, nel 1770 venne nominato primo ministro del consiglio privato e successore di Gerlach Adolph von Münchhausen, ma morì l'anno successivo a 63 anni.